# Riuwaka River
Der Riuwaka River, auf Karten und in älterer Literatur noch als Riwaka River zu finden, ist ein Fluss in der Region Tasman auf der Südinsel von Neuseeland.

## Namensänderung
Der Name des Flusses wurde zusammen mit seinen Branches am 7. August 2014 auf Riuwaka River geändert.

## Geographie
Der Riuwaka River entsteht durch den Zusammenfluss des Riuwaka River North Branch und des Riuwaka River South Branch.
- Riuwaka River North Branch, 3,6 km Länge, Quelle: 41° 1′ 49″ S, 172° 54′ 7″ O
- Riuwaka River South Branch, 14 km Länge, Quelle: 41° 7′ 38″ S, 172° 49′ 37″ O

Von dem Zusammenfluss aus bewegt sich der Riuwaka River in einigen Schleifen bevorzugt in ostsüdöstlich Richtung und mündet rund 4,4 km nördlich von Motueka in die Tasman Bay / Te Tai-o-Aorere.
Einziger Nebenfluss auf diesem Abschnitt ist der Jordan River, der seine Wässer rechtsseitig vom Süden hinzuträgt.

## Riuwaka River North Branch
Der Riuwaka River North Branch entspringt auf einer Höhe von 160 m an der Ostseite der Wharepapa / Arthur Range, ostsüdöstlich des Tākaka Hill Saddle, rund 2,8 km nordwestlich des Zusammenflusses mit dem Riuwaka River South Branch. Der Fluss besitzt eine Gesamtlänge von rund 3,6 km und fließt bevorzugt in südöstlich Richtung.

## Riuwaka River South Branch
Der Riuwaka River South Branch entspringt auf einer Höhe von 1000 m an der Ostseite der Wharepapa / Arthur Range, rund 2,5 km westlich des 1217 m hohen Pukeone / Mount Campbell. Von dort aus fließt der Fluss über eine Gesamtlänge von rund 14 km in nordöstliche Richtung und bildet an seinem Endpunkt zusammen mit dem Riuwaka River North Branch den Riuwaka River.

## Karstquellen
Der Riuwaka River wird von einer großen Karstquelle (Resurgence) im Nordarm und einer Reihe von kleineren Karstquellen im Südarm gespeist. Der Eintritt der Wässer in das Karstgestein wird nicht zum Teil des nördlichen Arms gezählt.
Das Wasser verläuft unterirdisch durch eine Reihe von Karsthöhlen im Kalkstein. Bei der sogenannten The Riwaka Resurgence kommt das Wasser wieder an die Oberfläche und bildet die Quelle Riuwaka River North Branch. Dieser Ort ist bei Touristen und Höhlentauchern bekannt, da das Wasser immer kristallklar und auch in der Hitze des Hochsommers kalt ist.